# Franck Boli
Franck Boli (Bi Sylvestre Franck Fortune Boli de son nom complet), né le 7 décembre 1993 à Yamoussoukro, est un footballeur international ivoirien jouant au poste d'attaquant.

## Biographie

### Débuts en Norvège
Franck Boli est formé à l'école de football de Joël Tiéhi à Abidjan, avant d'être repéré par le club norvégien du Lillestrøm SK qui le fait venir à Lillestrøm en 2009 alors qu'il n'a que quinze ans. Il signe son premier contrat professionnel à l'âge de dix-huit ans en janvier 2012 avec le club d'Eliteserien (la première division norvégienne) du Stabæk Fotball. Titularisé dès le premier match de la saison  il marque son premier but dès la seconde journée (le 1er avril 2012 contre le Fredrikstad FK). En 2014, il termine meilleur buteur du club avec treize buts.

### Échec en Chine
À l'intersaison (en Norvège, les saisons se déroulent sur une année civile, en général de mars à novembre), il s'engage avec le club chinois de Liaoning Whowin FC, mais sans succès : il ne marque aucun but en vingt-et-une rencontres disputées.

### Retour en Norvège
Devant cet échec, le club chinois le prête pour la saison 2016 à un autre club de l'élite norvégienne : l'Aalesunds FK. Lors du vingt-neuvième et avant-dernier match de la saison, contre Haugesund, Franck Boli se blesse gravement au genou droit (rupture des ligaments croisés), blessure qui l'éloigne des terrains pour environ six mois ,.
À l'issue de la saison et arrivé à la fin de son prêt, il n'est pas réintégré à l'effectif du club chinois, et se voit transféré à Stabæk où il revient avec un contrat courant jusqu'en 2019, et ce malgré sa blessure au genou. Lors de la saison 2018 d'Eliteserien il marque dix-sept buts, ce qui fait de lui le meilleur buteur de la compétition.

### Succès en Hongrie
Après six nouveaux buts en treize matchs en 2019, Boli quitte le championnat norvégien pour le championnat hongrois en s'engageant le 1er août 2019 avec le Ferencváros TC, champion en titre. Le championnat est mis en pause après la vingt-troisième journée à cause de l'épidémie de Covid-19. À cette date le Ferencváros est premier avec trois points d'avance. Boli a participé à dix-neuf de ces rencontres pour sept buts marqués. Il re-goûte aussi au joies de la coupe d'Europe (qu'il a déjà connu via deux matchs de premier tour de qualification de Ligue Europa avec Stabæk en 2012) : un match du troisième tour de qualification de Ligue des champions puis deux en barrages de Ligue Europa et cinq en phase de poule où il marque son premier but européen (le club termine troisième de sa poule).

### Nouveau défi
Il est transféré aux Timbers de Portland en Major League Soccer le 13 mars 2023 et signe un contrat jusqu'au terme de la saison 2023, avec une option pour 2024.

## Statistiques
| Saison                | Club                  | Championnat           | Championnat | Championnat | Coupe(s) nationale(s) | Coupe(s) nationale(s) | Compétition(s) continentale(s) | Compétition(s) continentale(s) | Compétition(s) continentale(s) | Total | Total |
| Saison                | Club                  | Division              | M.          | B.          | M.                    | B.                    | Comp.                          | M.                             | B.                             | M.    | B.    |
| 2012                  | Stabæk Fotball        | Tippeligaen           | 28          | 5           | 3                     | 1                     | C3                             | 2                              | 0                              | 33    | 6     |
| 2013                  | Stabæk Fotball        | 1. divisjon           | 26          | 6           | 4                     | 3                     | -                              | -                              | -                              | 30    | 9     |
| 2014                  | Stabæk Fotball        | Tippeligaen           | 28          | 13          | 6                     | 1                     | -                              | -                              | -                              | 34    | 14    |
| Sous-total            | Sous-total            | Sous-total            | 82          | 24          | 13                    | 5                     | -                              | 2                              | 0                              | 97    | 29    |
| 2015                  | Liaoning Whowin FC    | Super League          | 20          | 0           | 1                     | 0                     | -                              | -                              | -                              | 21    | 0     |
| 2016                  | Aalesunds FK (prêt)   | Tippeligaen           | 27          | 7           | 2                     | 0                     | -                              | -                              | -                              | 29    | 7     |
| 2017                  | Stabæk Fotball        | Eliteserien           | 10          | 4           | 1                     | 0                     | -                              | -                              | -                              | 11    | 4     |
| 2018                  | Stabæk Fotball        | Eliteserien           | 31          | 17          | 3                     | 3                     | -                              | -                              | -                              | 34    | 20    |
| 2019                  | Stabæk Fotball        | Eliteserien           | 13          | 6           | 2                     | 2                     | -                              | -                              | -                              | 15    | 8     |
| Sous-total            | Sous-total            | Sous-total            | 54          | 27          | 6                     | 5                     | -                              | -                              | -                              | 60    | 32    |
| 2019-2020             | Ferencváros TC        | NB I                  | 28          | 10          | 1                     | 1                     | C1+C3                          | 1+7                            | 0+1                            | 37    | 12    |
| 2020-2021             | Ferencváros TC        | NB I                  | 28          | 10          | 3                     | 1                     | C1                             | 9                              | 3                              | 40    | 14    |
| 2021-2022             | Ferencváros TC        | NB I                  | 19          | 5           | 4                     | 4                     | C1+C3                          | 4+0                            | 2+0                            | 27    | 11    |
| 2022-2023             | Ferencváros TC        | NB I                  | 9           | 3           | 1                     | 0                     | C1+C3                          | 6+6                            | 2+0                            | 22    | 5     |
| Sous-total            | Sous-total            | Sous-total            | 84          | 28          | 9                     | 6                     | -                              | 33                             | 8                              | 126   | 42    |
| 2023                  | Timbers de Portland   | MLS                   | 12          | 4           | 0                     | 0                     | LCup                           | 0                              | 0                              | 12    | 4     |
| Total sur la carrière | Total sur la carrière | Total sur la carrière | 279         | 90          | 31                    | 16                    | -                              | 35                             | 8                              | 345   | 114   |

## Palmarès

### Collectif
Ferencvárosi TC
- Champion de Hongrie en 2020, 2021 et 2022
- Vainqueur de la Coupe de Hongrie en 2022

### Distinction individuelle
- Meilleur buteur du championnat de Norvège 2018 avec Stabæk (17 buts)